# Ichneumon fumosus
Ichneumon fumosus là một loài tò vò trong họ Ichneumonidae.